# Leonardo Jardim
José Leonardo Nunes Alves Sousa Jardim (pronunciació en portuguès: [liuˈnaɾðu ʒɐɾˈðĩ] ; nascut l'1 d'agost de 1974) és un entrenador de futbol portuguès, actualment al capdavant del club emiratí Shabab Al Ahli.
Va començar a treballar a nivell professional als 35 anys, inicialment amb Camacha i GD Chaves, abans de guanyar l'ascens a la Primeira Liga amb el SC Beira-Mar la temporada 2009–10. Més tard va dirigir Braga, Olympiakos FC i Sporting CP.
Jardim es va unir al Mònaco el 2014 i va assolir amb el club el seu vuitè campionat de Lliga 1 la temporada 2016-17. Després de ser acomiadat l'octubre de 2018, va ser substituït per Thierry Henry i reelegit el gener de 2019, abans de ser acomiadat una vegada més al desembre.

## Carrera

### Primers anys
Nascut a Barcelona, Veneçuela de pares portuguesos que s'havien establert al país, Jardim va tornar a Portugal de ben jove, traslladant-se a l'illa de Madeira. L'any 2001, amb només 27 anys, va començar la seva carrera com a entrenador, treballant com a ajudant al club local AD Camacha durant dos anys.
Posteriorment, Jardim va ser ascendit a entrenador principal a la tercera divisió, abans de passar al GD Chaves a la mateixa divisió a mitjan campanya 2007-08. Va conduir els del nord a l'ascens a Segona Lliga la 2008-09, la seva única temporada completa.
El 2 de juny de 2009, Jardim va ser contractat per l'SC Beira-Mar, i va aconseguir un altre ascens el 2009–10, aquesta vegada a la Primeira Liga. Va renunciar a la meitat de la temporada 2010-11, tot i que l'equip d'Aveiro estava per sobre de les expectatives.

### Braga
El maig de 2011, Jardim va substituir Domingos Paciência, vinculat a l'Sporting CP, al capdavant del SC Braga. Va portar el club Minho a la tercera posició en la seva única temporada, amb un rècord de 15 victòries consecutives de lliga, però va marxar després d'un desacord amb el president.

### Olympiacos
El 5 de juny de 2012, Jardim va acceptar unir-se a l'Olympiacos FC de la Super League Grècia amb un contracte de dos anys, en substitució d'Ernesto Valverde. Va ser rellevat de les seves funcions de manera controvertida el 19 de gener de 2013, tot i que l'equip liderava la lliga per deu punts.

### Sporting CP
Jardim va acceptar tornar al país dels seus pares el 20 de maig de 2013, signant un contracte de dos anys amb l'Sporting. Al capdavant d'un equip ple de jugadors joves desenvolupats a l'escola juvenil del club, va entrenar l'equip de Lisboa que acabà en segona posició a la lliga la temporada 2013–14, amb 25 punts i 18 gols més que la temporada anterior.

### Mònaco
El 10 de juny de 2014, Jardim es va incorporar a l'AS Monaco FC, signant un contracte per dos anys amb opció a un altre. Va liderar l'equip al tercer lloc de la Ligue 1 en el seu primer any i va repetir la gesta la 2015-16; entremig, el 12 de maig de 2015, va acceptar una pròrroga fins al 2019.
A la campanya 2016-17, mostrant futbol d'atac, especialment per part de diversos jugadors joves, Mònaco va guanyar el seu primer campionat nacional en 17 anys. L'equip també va arribar a les semifinals tant a la UEFA Champions League com a la Copa de França, i va perdre la final de la Copa de la Lliga davant el Paris Saint-Germain FC. A principis de juny de 2017, Jardim va acordar un nou contracte fins al 2020.
L'11 d'octubre de 2018, després d'un mal començament de temporada que va incloure dues derrotes en els mateixos partits de la fase de grups de la Lliga de Campions, Jardim va ser acomiadat. El 25 de gener de 2019, arran de la destitució de Thierry Henry, va ser reelegit.
Jardim va tornar a ser rellevat de les seves funcions a finals de desembre de 2019.

### Al Hilal
El 2 de juny de 2021, Jardim va ser nomenat entrenador a l'Al Hilal SFC de la Lliga saudita, amb un contracte d'un any amb opció per un segon. El 14 de febrer de 2022, tot i guanyar tant la Supercopa Saudita com la Lliga de Campions de l'AFC, va marxar de mutu acord.

## Palmarès

### Club
Camacha
- AF Madeira Cup: 2003–04[35]

Beira-Mar
- Segona Lliga: 2009–10[36]

Olympiacos
- Super League de Grècia: 2012–13[36]
- Copa grega de futbol: 2012–13[36]

Mònaco
- Ligue 1: 2016-17[22]

Al Hilal
- Supercopa saudita: 2021[33]
- Lliga de Campions de l'AFC: 2021[34]